# Energy Resources of Australia
Energy Resources of Australia Ltd (ERA) ist eine australische Aktiengesellschaft, die an der australischen Börse (ASX: ERA) gelistet ist. Die Rio Tinto Group hält 68,4 % der Anteile des Aktienunternehmens, der Streubesitz wird öffentlich gehandelt. Energy Resources Australia baut in der Ranger-Uran-Mine im Northern Territory Uran ab, ist der größte Uranproduzent in Australien und einer der größten weltweit.

## Geschichte

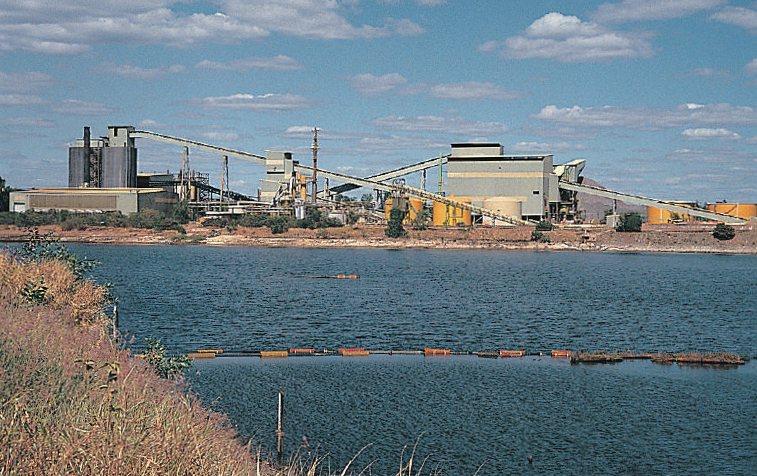
Ranger-Uran-Mine in Australien

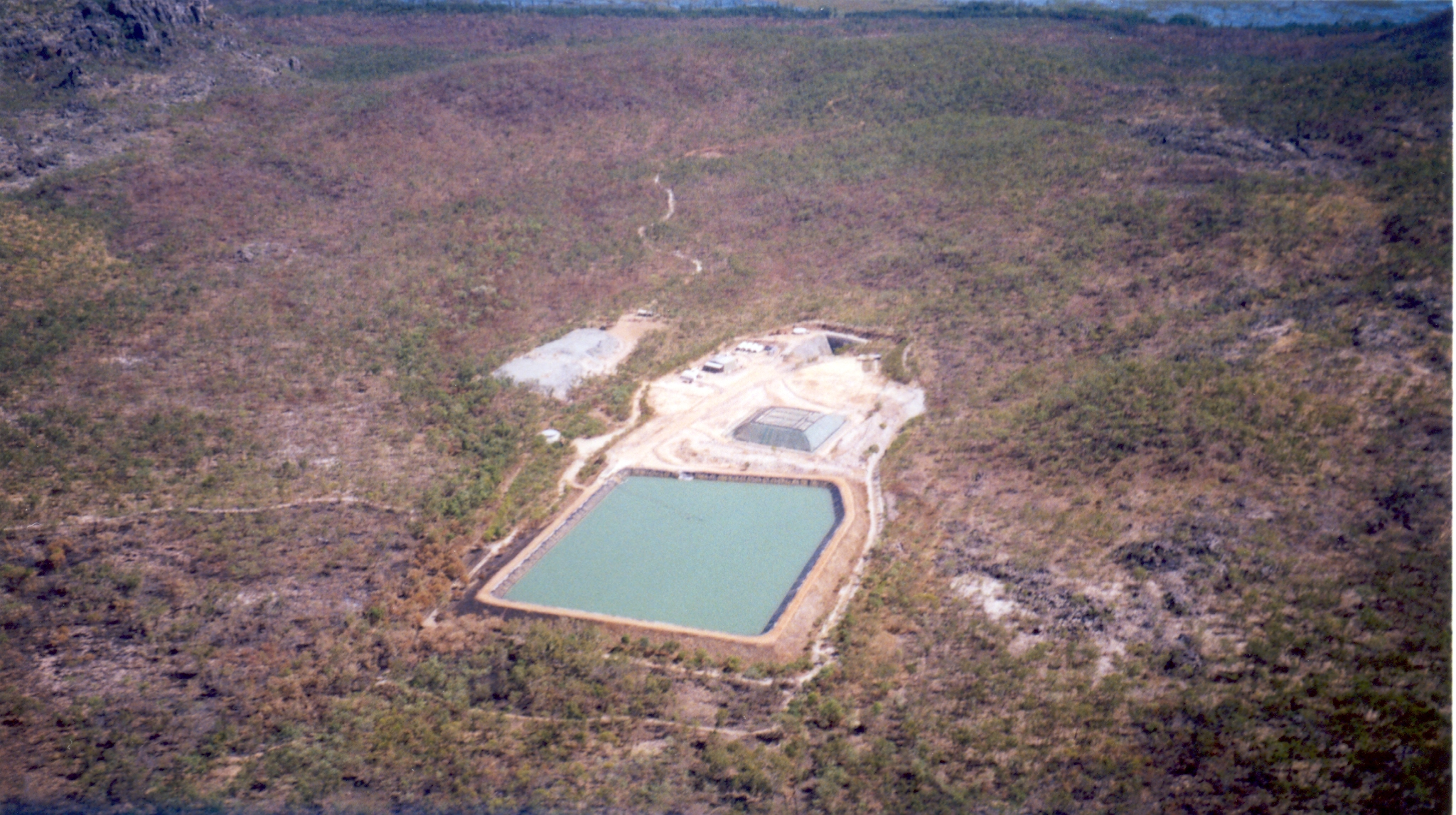
Luftaufnahme der Uranmine Ranger 3

Die Uranlagerstätte der Ranger-Uran-Mine wurde 1969 entdeckt. 1974 kam es zu einem Joint Venture von Peko Wallsend Operations Ltd (Peko), Electrolytic Zinc Company of Australia Limited, den Entdeckern des Uranvorkommens, und der bundesstaatlichen Australian Atomic Energy Commission (AAEC). 1975 übernahm die australische Bundesregierung die Hälfte des Uranerzkörpers und 1978 erschien Ranger Uranium Environmental Inquiry (Fox-Report), in der auch Bedenken gegen den Abbau formuliert wurden. 1978 kam es zu einer Übereinkunft der australischen Bundesregierung und dem Northern Council hinsichtlich des Abbaus und die Ranger Uranium Mines Pty Ltd wurde Projektführer. Im August 1979 verkaufte die australische Bundesregierung ihren Anteil und die Energy Resources Australia erwarb 25 % der Anteile. Zum Abbau der Lagerstätte wurde das Unternehmen Energy Resources of Australia Ltd 1980 als Unternehmen in Form einer Aktiengesellschaft gegründet, wobei die staatliche AAEC ihren Anteil für 125 Millionen AUD verkaufte. ERA baute das erste Uranoxid in der Ranger-Uran-Mine am 13. August 1981 ab und Ranger Uranium Mines Pty Ltd wurde eine Tochter von ERA.
1991 erwarb ERA den Uranerzkörper Jabiluka von der Pancontinental Mining für 125 Millionen AUD, der etwa 20 km von der Ranger-Uran-Mine entfernt liegt. Es wurden zwar Lagerstättenerkundungen des Jabiluka-Uranvorkommens durchgeführt, aber ein Uranabbau erfolgte nicht, da die Aborigines der Mirarr heftige weltweit beachtete Protestaktionen durchführten, keine Zustimmung zum Abbau erteilten und die Australian Labor Party nach ihrem Wahlsieg im Jahr 1983 eine Drei-Minen-Politik für Uranbergwerke einführte, die Jabiluka nicht berücksichtigte.
In den Jahren von 1987 bis 1988 war ERA an der Übernahme der North Broken Hill Holdings Ltd interessiert, die mit der Peco verflochten war und erwarb 66 % der Anteile der North Broken Hill Holding, die im Jahr 2000 von der Rio Tinto Group übernommen wurde. 1998 erhielt das größte uranfördernde Unternehmen der Welt, die kanadische Cameco, Uranerz aus der Rangermine und gab dafür möglicherweise 6,69 % ERA-Aktienanteile ab und die Cogema kaufte 7,76 % Aktien von anderen Anteilseignern.
Im späten 2005-Jahr kam es zu einer Reorganisation der Aktien von ERA, die in einer Holding von der Japan Australia Uranium Resources Development (JAURD), Cameco und Cogema gehalten wurden und den Status eines nicht an der Börse gelisteten Unternehmens verlor. Die drei Unternehmen verkauften ihre Anteile und damit kamen 31,61 % handelbare Aktien an die Börse.

## Aktuell
2009 wurden von dem Unternehmen 100.000 t Uran in der Ranger-Uran-Mine abgebaut und damit hatte dieses Uranbergwerk das zweitgrößte Abbauvolumen auf der Welt nach dem Projekt Arthur River von Cameco. Dies waren 9 % der gesamten weltweiten Uranproduktion und ERA belegte Platz 5 der weltgrößten Uran-Produzenten. Das Uran wurde direkt an Kernkraftwerke in Asien, Europa und Nordamerika geliefert. Das Vorkommen sei nach aktuellen Berechnungen bei dem derzeitigen Abbauvolumen in 25 Jahren erschöpft.
Vorstandsvorsitzender 2011 ist David Klingner und Chief Executive Officer R. Atkinson.